# Boophis majori
Boophis majori är en groddjursart som först beskrevs av George Albert Boulenger 1896.  Boophis majori ingår i släktet Boophis och familjen Mantellidae. IUCN kategoriserar arten globalt som nära hotad. Inga underarter finns listade.